# Jarno Vanfrachem
Jarno Vanfrachem (Leuven, 8 maart 1975) is een voormalig Belgisch wielrenner. Hij was beroepsrenner van 1997 tot 1998. Vanfrachem werd 2 maal Belgisch kampioen wielrennen bij de elite zonder contract.

## Voornaamste ereplaatsen
1991
- 3e in Nationaal Kampioenschap, Baan, Puntenkoers, Nieuwelingen, België, Gent Blaarmeersen (Oost-Vlaanderen)

1992
- 2e in Nationaal Kampioenschap, Baan, Omnium, Nieuwelingen, België, Gent (Oost-Vlaanderen)

1993
- 1e in 4e etappe Vöslauer Jugend Tour, Bank Austria Jugend Tour, (Dusika Jugend Tour, Junioren), Oostenrijk

1996
- 3e in Omloop Het Volk, Trofee Het Volk, (Omloop Het Nieuwsblad voor Beloften & elite z/c), Zottegem (Oost-Vlaanderen
- 2e in Omloop der Vlaamse Gewesten, Amateurs, Meerhout (Antwerpen)

1997
- 2e in Ronde van Zuid-Holland, Den Haag (Zuid-Holland), Nederland

1998
- 2e in GP Stad Vilvoorde, Vilvoorde (Brabant)

2000
- 3e in Brussel - Zepperen, Zepperen (Limburg)
- 3e in Dorpenomloop Rucphen, Rucphen (Noord-Brabant), Nederland
- 2e in Zesbergenprijs Harelbeke, (West-Vlaanderen)
- 2e in GP De Immotheker, Omloop tussen Dijle en Voer - Bertem Interclub, Bertem (Vlaams-Brabant)
- 1e in 1e etappe Ronde van Namen, Andenne
- 1e in 1e etappe Ronde van Vlaams-Brabant, Oud-Heverlee

2001
- 1e in GP De Immotheker, Omloop tussen Dijle en Voer - Bertem Interclub,Bertem (Vlaams-Brabant)
- 1e in 3e etappe Ronde van Namen, Jemelle, België
- 1e in Nationaal Kampioenschap, Op de weg, Elite zonder contract, Tessenderlo (Limburg)
- 1e in 1e etappe Ronde van Vlaams-Brabant, Merchtem

2002
- 1e in 6e etappe Ronde van Namen, Jambes
- 1e in 1e etappe Ronde van Vlaams-Brabant, Galmaarden
- Eindklassement Ronde van Vlaams-Brabant, Rotselaar

2003
- 1e in 1e etappe Ronde van Namen, Couvin
- 1e in Nationaal Kampioenschap, Op de weg, Elite zonder contract, Beveren (West-Vlaanderen)

2004
- 3e in De Drie Zustersteden, Willebroek (Antwerpen),
- 1e in 2e etappe Ronde van Vlaams-Brabant, Heverlee (Brabant)

## Resultaten in voornaamste wedstrijden
| Jaar | Gent-Wevelgem | Kuurne-Brussel-Kuurne |
| ---- | ------------- | --------------------- |
| 1997 |               | 18e                   |
| 1998 | 137e          | 10e                   |

Wielerploegen van Jarno Vanfrachem
Aerts · D'Hollander · Gerits · Moons · Renders · Roesems · Roosen · Stremersch · Thijs · Van Bondt · Van de Wouwer · Van Lancker · Vanfrachem · Vansevenant · Verheyen · Verstrepen · Cretskens (stagiair) ·
 Laitem (stagiair) · Vermaut (stagiair)
Cretskens · D'Hollander · Gerits · Hoste · Renders · Roesems · Stremersch · Thijs · Trouvé · Van Lancker · Vanfrachem · Vansevenant · Vereecke · Vermaut · Verstrepen · Wuyts